# (9395) Saint Michel
(9395) Saint Michel est un astéroïde de la ceinture principale.

## Description
(9395) Saint Michel est un astéroïde de la ceinture principale. Il fut découvert par Eric Walter Elst le 10 août 1994 à l'observatoire de La Silla. Il présente une orbite caractérisée par un demi-grand axe de 2,603 UA, une excentricité de 0,101 et une inclinaison de 2,337° par rapport à l'écliptique.
Il fut nommé en hommage au petit village de Saint-Michel-l'Observatoire dans le Lubéron en France, où se trouve l'Observatoire de Haute-Provence.

## Compléments